# Босе-бол

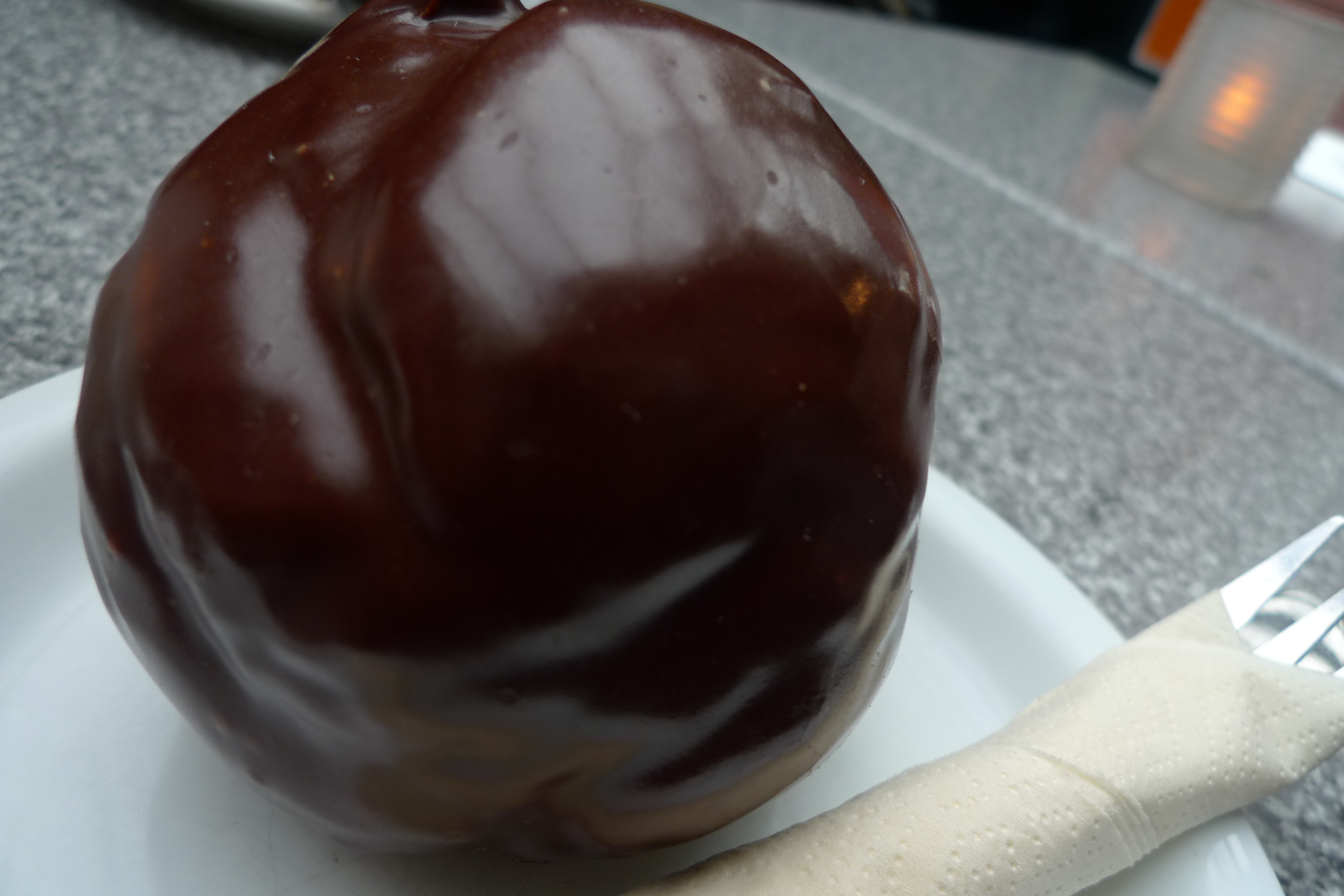
Вигляд Босе-бола зблизька

Босе-бол (нід. вимова: [ˌbɔsə ˈbɔl], із нід. «М'яч із Ден Боса») — або його просто називають chocoladebol («шоколадна кулька») за містом його походження — це випічка з голландського міста Гертогенбос. Це фактично великий профітролі (листковий крем), приблизно 12 см (5 дюймів) у діаметрі (тобто трохи більше, ніж тенісний м'яч), наповнений збитими вершками та повністю або майже повністю покритий (зазвичай темною) шоколадною помадною глазур'ю.

## Куштування

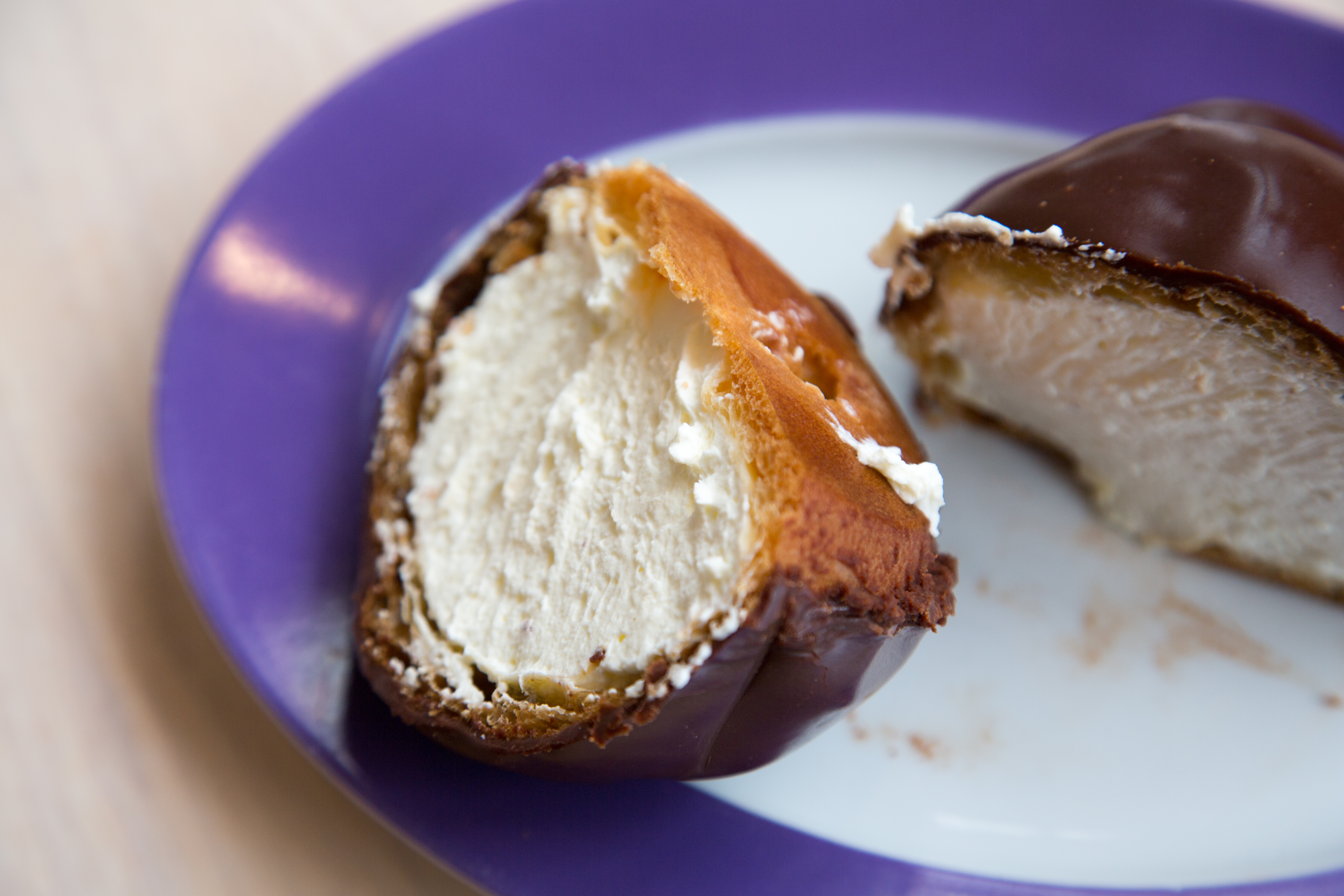
Начинка Босе-бола

Босе-бол (chocoladebollen) зазвичай їдять як доповнення до кави тощо, а не як десерт.
Їх традиційно їдять руками, що може бути досить брудним. Найкращий спосіб уникнути проливання — їсти тісто перевернутим, щоб твердий шар шоколаду слугував дном. Також можна (хоча це не сприймається традиціоналістами) використовувати ніж і виделку.

## Історія

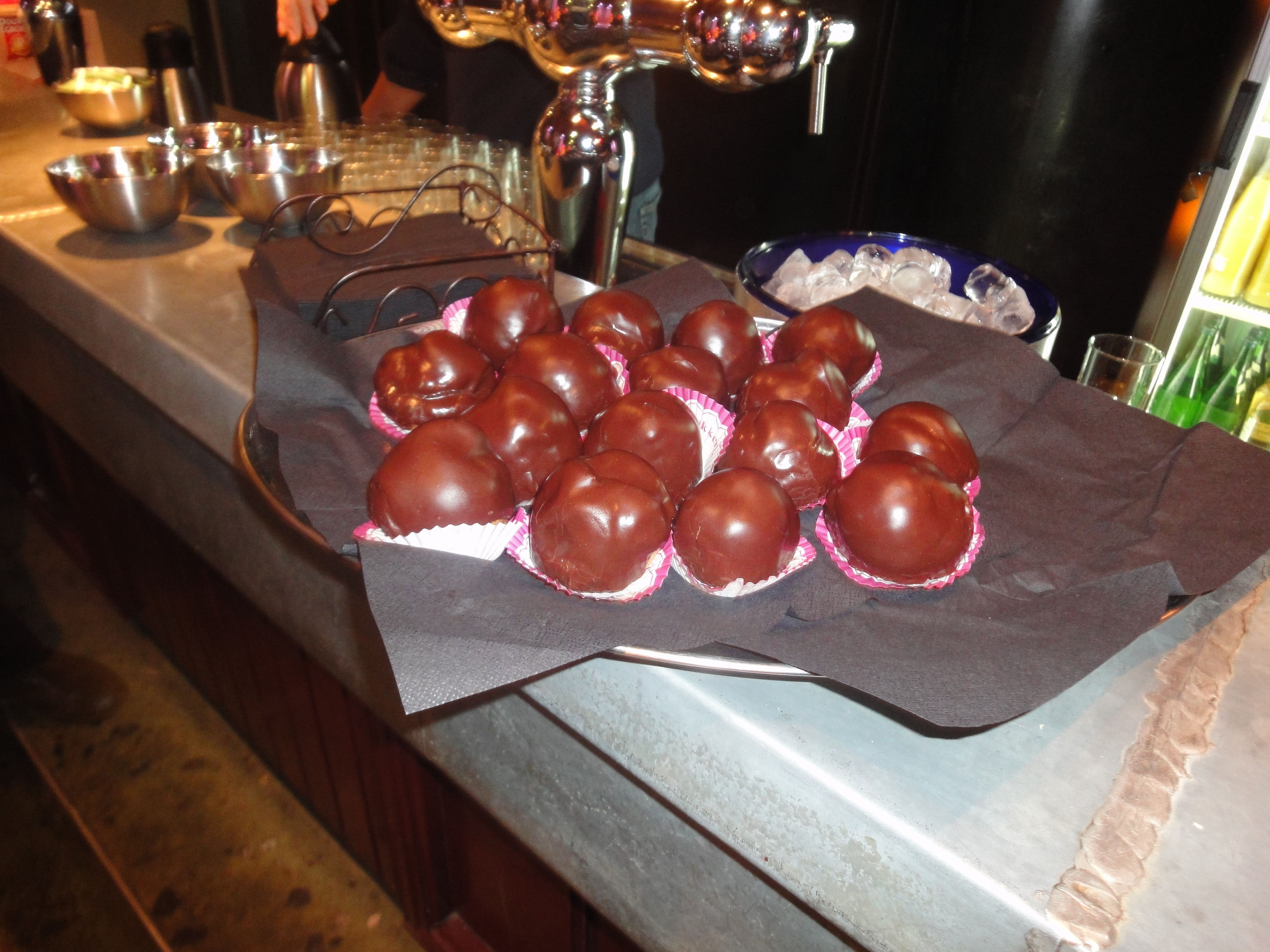
Босе-боли

Ще до початку 20 століття попередник Босе-бола продавався в Ден Боші пекарем на ім'я Ламбермонт, який мав магазин у будівлі під назвою «De Kat» на Vischstraat під номером 61b. Куля, зроблена Ламбермонтом, нагадувала моркоп і була наповнена заварним кремом.
У 1920 році пекар із Гааги на ім'я Анрі ван дер Зійде відкрив магазин на тій самій вулиці під номером 25 і винайшов варіацію, наповнену збитими вершками та покриту справжнім шоколадом, яку його спадкоємці вважають першим справжнім Босе-болом. Пізніше, у двадцятих, Ламбермонт почав продавати шоколадну кульку, схожу на цю.
Назва «Bossche bol» стала загальною лише після того, як випічка стала популярною за межами міста.

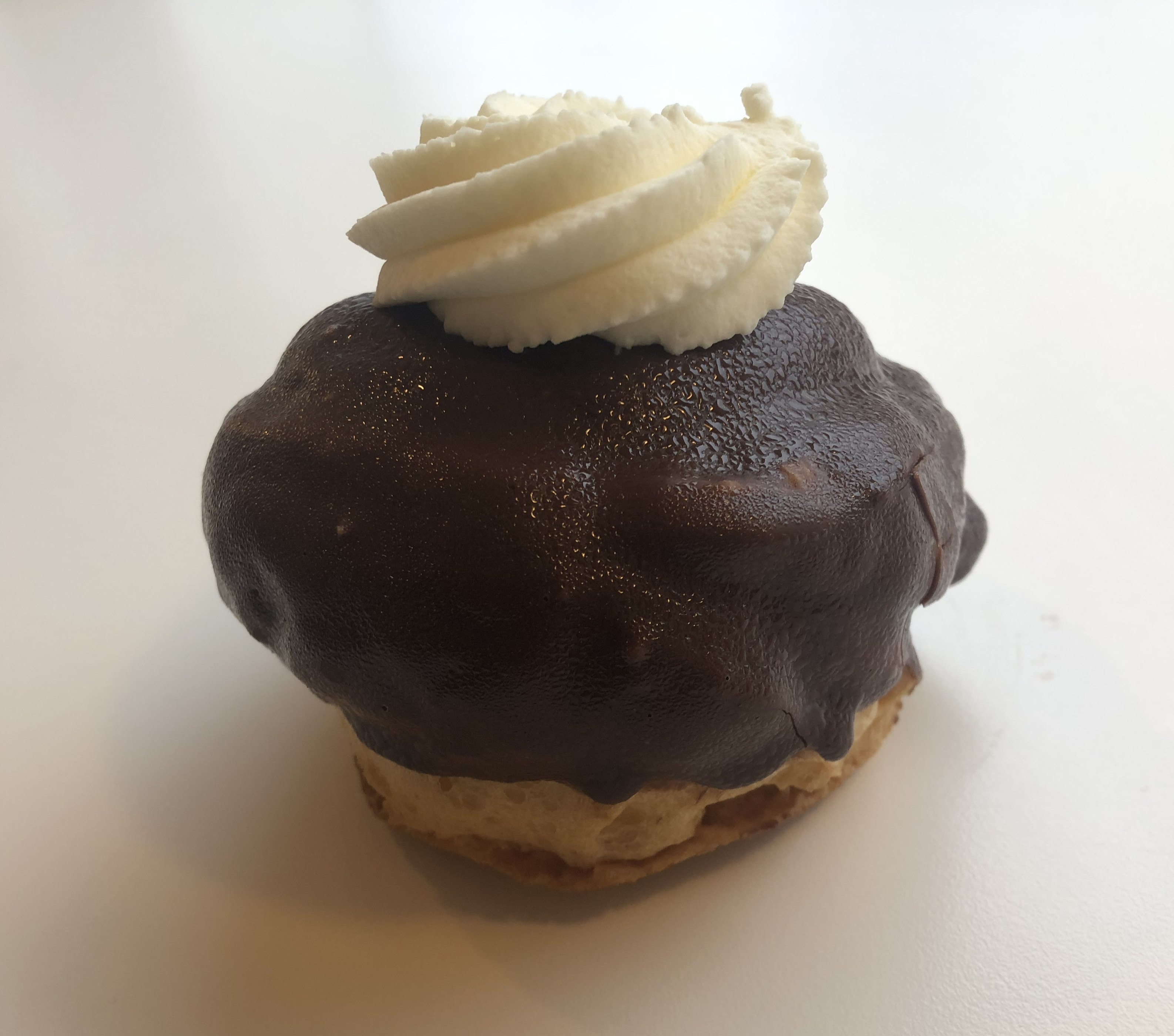
Голландський «моркоп», подібна випічка, яка продається в більшості країн.

Точний рецепт варіюється в різних пекарів, хоча рецепт, який зараз визнається «справжнім Босе-болом», виготовлений і продається кондитерською фабрикою Jan de Groot.

## Схожі продукти
Існує версія Босе-бола вдвічі більша, яка називається reuzenbol («гігантський м'яч»).
Подібним, трохи меншим, поширеним голландським тістечком є моркоп — профітролі, який зазвичай не глазурований шоколадом сам по собі, а замість цього глазур'ю зі смаком шоколаду, виготовленою з какао-порошку. Часто на моркоп кладуть шматочок збитих вершків.

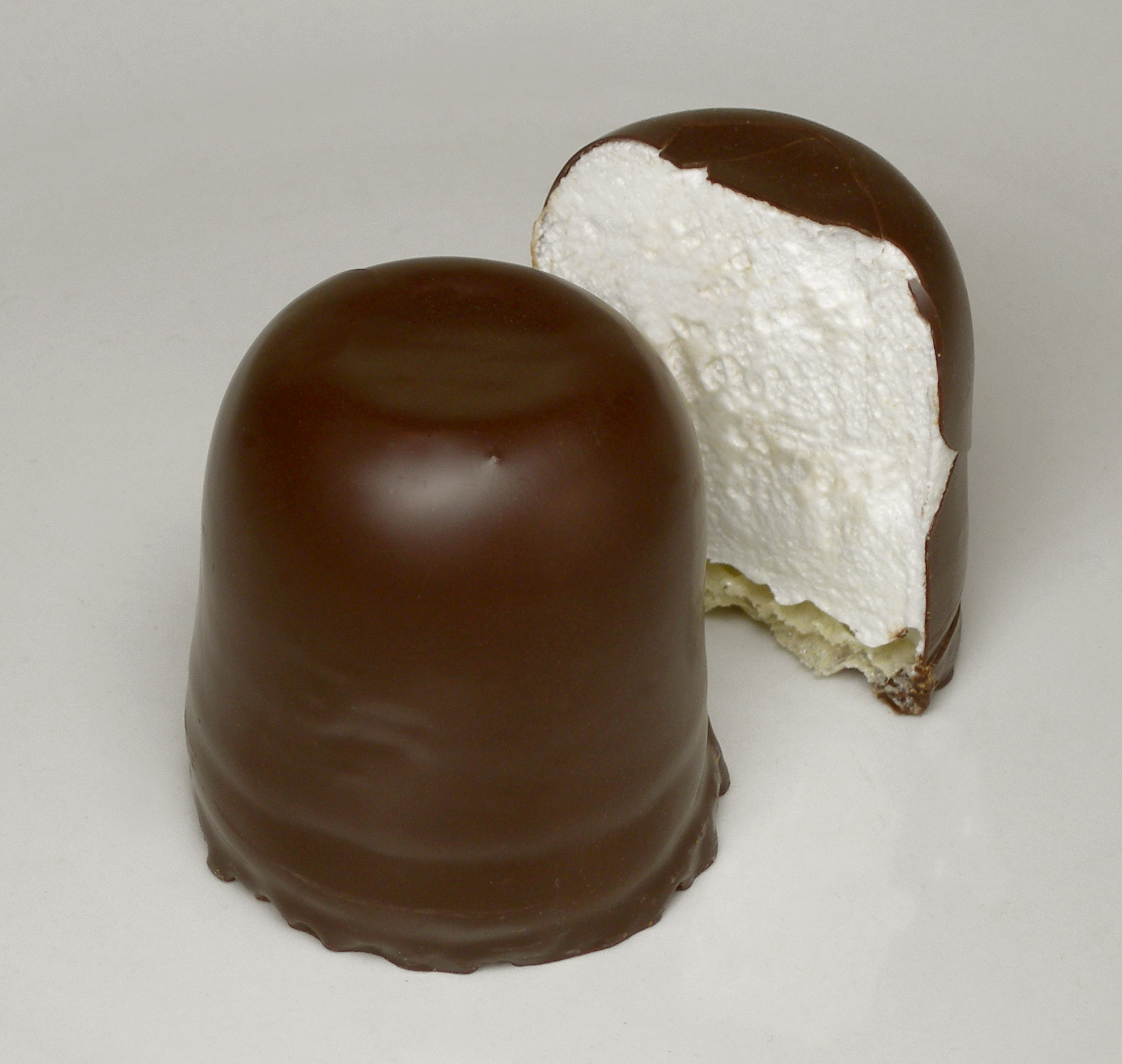
Німецький шококус

Існує багато інших регіональних ласощів із шоколадною глазур'ю та кремом, як-от німецький шококус. Вони набагато менші, виготовлені на заводі та продаються в неохолоджених упаковках. Ті, хто захоче, можуть з'їсти їх цілком, одним укусом.
Спочатку вони продавалися як «Negerzoenen» («Поцілунки негрів»), але після скарг, які називали це расизмом, виробник змінив їх просто на «(Buys) Zoenen» («Buys Kisses») у 2006 році. Навпаки, звичайний «Моркоп» — буквально: «голови маврів» — (ще) не критикувався так само, і продовжує продаватися, назва незмінна.